# John Michael Lounge
John Michael Lounge (28. června 1946 Denver, Colorado, USA – 1. března 2011), americký kosmonaut, důstojník, veterán z vietnamské války. Ve vesmíru byl třikrát.

## Život

### Mládí a výcvik
Absolvoval námořní akademii (obor fyzika/matematika), poté absolvoval vysokoškolské studium na University of Colorado, obor astrogeofyzika.
V týmu astronautů NASA byl v letech 1980 až 1991. Oženil se s Kathryn Havensovou a měli spolu tři dcery – Shannon, Henneth a Kathryn.

### Lety do vesmíru
Na oběžnou dráhu se v raketoplánech dostal třikrát a strávil ve vesmíru 20 dní, 2 hodiny a 23 minut. Za své výkony byl oceněn řadou medailí.
- STS-51-I Discovery (27. srpna 1985 – 3. září 1985), letový specialista
- STS-26 Discovery (29. září 1985 – 3. října), letový specialista
- STS-35 Columbia (2. prosince 1990 – 10. prosince 1990), letový specialista

### Po letu
Zůstal u NASA i po odchodu z týmu astronautů v roce 1991 a nastoupil do týmu SPACEHAB.
Zemřel 1. března 2011 ve 64 letech na rakovinu.